# Traben-Trarbach
Traben-Trarbach település Németországban, Rajna-vidék-Pfalz tartományban. Lakosainak száma 5662 fő (2023. december 31.).

## Népesség
A település népességének változása:
| Lakosok száma | 6153 | 5711 | 5610 | 5567 | 5567 | 5591 | 5748 | 5662 |
|               | 1975 | 2014 | 2017 | 2018 | 2019 | 2021 | 2022 | 2023 |